# Ganna-Maria Braungardt
Ganna-Maria Braungardt (* 1956 in Crimmitschau) ist eine deutsche Übersetzerin aus dem Russischen.

## Leben
Nach dem Abitur in Ost-Berlin studierte Braungardt in Rostow sowie von 1975 bis 1980 russische Sprache und Literatur an der Staatlichen Universität Woronesch. Sie war von 1980 bis 1985 wissenschaftliche Mitarbeiterin am Zentralinstitut für Literaturgeschichte der Akademie der Wissenschaften der DDR und von 1985 bis 1990 Lektorin für russische Literatur im Verlag Volk und Welt. Seit 1991 ist sie als freiberufliche literarische Übersetzerin tätig. 2008 war sie Translator in Residence des Europäischen Übersetzer-Kollegiums in Straelen, 2011 am Slavischen Seminar der Universität Tübingen. Braungardt übersetzte zahlreiche Werke von Boris Akunin, Daniil Granin, Ljudmila Ulitzkaja, Polina Daschkowa, Julia Kissina sowie von Swetlana Alexijewitsch. Eine Übersetzung des Schriftstellers Sachar Prilepin lehnte sie aufgrund von dessen politischer Tätigkeit ab.

## Übersetzungen

### Prosa
- Boris Akunin: Die Liebhaber des Todes. Aufbau-Verlag, 2005.
- Boris Akunin: Die Diamantene Kutsche. Aufbau-Verlag, 2006.
- Boris Akunin: Das Halsband des Leoparden. Aufbau-Verlag, 2009.
- Friedrich Gorenstein: Winter 53. Aufbau-Verlag, 1991.
- Oleg Jermakow: Erzählungen (Afghanistan-Zyklus), Volk und Welt 1991
- Sergej Kaledin: Der stille Friedhof, Volk und Welt, 1991
- Sergej Kaledin Pope Valeri und die Seinen, Volk und Welt 1992
- Sergej Kaledin Das Baubataillon, Volk und Welt 1992
- Naum Jefremow Heller Morgenstern, Volk und Welt 1993
- Daniil Granin Flucht nach Rußland, Volk und Welt 1995
- Daniil Granin Angst, Volk und Welt 1999
- Daniil Granin Peter der Große. Rußlands Glanz und Elend, Volk und Welt 2001
- Ljudmila Ulitzkaja Zarte und grausame Mädchen. Erzählungen, Volk und Welt 1994
- Ljudmila Ulitzkaja Medea und ihre Kinder, Volk und Welt 1997
- Ljudmila Ulitzkaja Ein fröhliches Begräbnis, Volk und Welt 1998
- Ljudmila Ulitzkaja Olgas Haus. Erzählungen, Volk und Welt 1999
- Ljudmila Ulitzkaja Reise in den siebenten Himmel, Volk und Welt 2001
- Ljudmila Ulitzkaja Die Lügen der Frauen; Hanser-Verlag 2003
- Ljudmila Ulitzkaja Ergebenst, euer Schurik; Hanser-Verlag 2005
- Ljudmila Ulitzkaja Ein glücklicher Zufall; Hanser-Verlag 2005
- Ljudmila Ulitzkaja Maschas Glück; Hanser-Verlag 2007
- Ljudmila Ulitzkaja Daniel Stein; Hanser-Verlag 2009
- Grigori Rjaschski Moskau Beletage; Kiepenheuer&Witsch 2009
- Viktorija Platowa Ein Püppchen für das Monster, Aufbau, 2002
- Viktorija Platowa Die letzte Zeugin, Aufbau, 2004
- Alexandra Marinina Mit tödlichen Folgen, Fischer Taschenbuch, 2003
- Alexandra Marinina Widrige Umstände, Fischer Taschenbuch, 2003
- Polina Daschkowa Für Nikita, Aufbau-Verlag 2004
- Polina Daschkowa Keiner wird weinen; Aufbau-Verlag 2006
- Polina Daschkowa Der falsche Engel; Aufbau-Verlag 2006
- Polina Daschkowa Das Haus der bösen Mädchen, Aufbau-Verlag, 2008
- Polina Daschkowa In ewiger Nacht, Aufbau-Verlag, 2010
- Alexandra Marinina Porträt post mortem, Fischer Taschenbuch, 2003
- Oleg Postnow Angst, Rowohlt Berlin, 2003
- Tatjana Ustinowa Blind ist die Nacht, Wunderlich 2004
- Swetlana Alexijewitsch Der Krieg hat kein weibliches Gesicht, BT-Verlag 2004
- Swetlana Alexijewitsch Die letzten Zeugen, Aufbau-Verlag 2005
- Swetlana Alexijewitsch Secondhand-Zeit: Leben auf den Trümmern des Sozialismus, Suhrkamp 2015
- Julia Kissina Vergiß Tarantino, Erzählungen; Aufbau-Verlag 2005
- Julia Kissina Milin und der Zauberstift; Berlin-Verlag 2005
- Eduard Kotschergin Erzählungen in: Kotschergin, Die Engelspuppe, persona-Verlag 2009.
- Natalja Kljutscharjowa Endstation Russland; Suhrkamp, 2010
- Natan Dubowitzki, Nahe Null, Berlin-Verlag, 2010

### Dramatik
- Reso Gabriadse Traurig ist das Ende der Allee, Henschel-Verlag 1993
- Alexej Slapowski Das Kirschgärtchen, Bauer-Verlag 193
- Alexej Slapowski Clinch, Bauer-Verlag, 1994
- Ljudmila Rasumowskaja Nach Hause, Henschel-Verlag 1994
- Anton Tschechow Iwanow, für Deutsches Theater 1998
- Alexej Schipenko LA 5 in der Luft, für Theateraufführung 1998
- Farid Nagim Goebbels’s Tisch, Henschel 2001
- Tamara Petkewitsch Sprechen Sie, Petkewitsch! Drei Masken Verlag 2002
- Ljudmila Ulitzkaja Warenje, Henschel-Theaterverlag 2004
- Nikolai Chalesin Die Mondscheinliga; Henschel-Theaterverlag 2009

### Sachbücher
- Andrej Illesch Die roten Paten, Rowohlt 1991
- Andrej Illesch Todesflug KAL 007, Rowohlt 1991
- Boris Kagarlitzki Die Quadratur des Kreises, Volk und Welt 1992
- Michail Kriwitsch/Olgert Olgin Der Mann aus der Hölle, Heyne 1993